# Ad hoc-testning
Ad hoc-testning är en form av programvarutestning som utförs utan detaljerad plan, och utan krav på dokumentation. Ofta är testerna avsedda att köras en enda gång, vilket stämmer överens med betydelsen av 'ad hoc', som är 'för detta speciella ändamål'. Ofta utförs den som improviserad testning, testaren försöker hitta buggar med alla möjliga hjälpmedel som verkar lämpliga vid tillfället.
Ad hoc-testning kan ses som en delmängd av utforskande testning, som dock även kan vara en mer formaliserad aktivitet, med uttalade testområden och en tydlig dokumentationspolicy.
Ad hoc-testning har kritiserats för att inte vara strukturerad, vilket stämmer, men också pekar på metodens styrka: viktiga saker kan upptäckas mycket snabbt. Metoden kan jämföras med improviserad jazz; man vet inte exakt vart man ska, men på vägen dit upptäcker man spännande saker som kan ge ett bra resultat.
En motpol till ad hoc-testning är den regressionstestning som syftar till att se om ett specifikt fel inte inträffar. Då har man tydliga steg att utföra, och ett tydligt förväntat resultat. En intressant aspekt är att ad hoc-testning och regressionstestning lätt korsar varandras spår. Ett exempel är en rapporterad bugg som hittats under ad hoc-testning. När den senare verifieras, så är det regressionstestning man utför. Bryggan kan även ske åt andra hållet; vid regressionstestning testar man ytterligare några närliggande saker, vilket i praktiken ofta innebär ad hoc-testning.
Ad hoc-testning kan användas för att snabbt få en överblick över ett programs större och mindre risker, och kan vara ett komplement till annan testning.